# ゴールデングローブ賞 映画部門 主演女優賞 (ミュージカル・コメディ部門)
ゴールデングローブ賞 映画部門 主演女優賞（ミュージカル・コメディ部門） (Golden Globe Award for Best Actress - Motion Picture Musical or Comedy) はゴールデングローブ賞の部門の一つ。第8回よりドラマ部門から独立した。

## 受賞者一覧

### 1950年代
- 1950年（第8回） - ジュディ・ホリデイ（ボーン・イエスタデイ）
- 1951年（第9回） - ジューン・アリソン（Too Young to Kiss）
- 1952年（第10回） - スーザン・ヘイワード（わが心に歌えば）
- 1953年（第11回） - エセル・マーマン（Call Me Madam）
- 1954年（第12回） - ジュディ・ガーランド（スタア誕生）
- 1955年（第13回） - ジーン・シモンズ（野郎どもと女たち）
- 1956年（第14回） - デボラ・カー（王様と私）
- 1957年（第15回） - ケイ・ケンドール（魅惑の巴里）
- 1958年（第16回） - ロザリンド・ラッセル（メイム叔母さん）
- 1959年（第17回） - マリリン・モンロー（お熱いのがお好き）

### 1960年代
- 1960年（第18回） - シャーリー・マクレーン（アパートの鍵貸します）
- 1961年（第19回） - ロザリンド・ラッセル（A Majority of One）
- 1962年（第20回） - ロザリンド・ラッセル（ジプシー）
- 1963年（第21回） - シャーリー・マクレーン（あなただけ今晩は）
- 1964年（第22回） - ジュリー・アンドリュース（メリー・ポピンズ）
- 1965年（第23回） - ジュリー・アンドリュース（サウンド・オブ・ミュージック）
- 1966年（第24回） - リン・レッドグレイヴ（ジョージー・ガール）
- 1967年（第25回） - アン・バンクロフト（卒業）
- 1968年（第26回） - バーブラ・ストライサンド（ファニー・ガール）
- 1969年（第27回） - パティ・デューク（ナタリーの朝）

### 1970年代
- 1970年（第28回） - キャリー・スノッドグレス（わが愛は消え去りて）
- 1971年（第29回） - ツイッギー（ボーイフレンド）
- 1972年（第30回） - ライザ・ミネリ（キャバレー）
- 1973年（第31回） - グレンダ・ジャクソン（ウィークエンド・ラブ）
- 1974年（第32回） - ラクエル・ウェルチ（三銃士）
- 1975年（第33回） - アン＝マーグレット（トミー）
- 1976年（第34回） - バーブラ・ストライサンド（スター誕生）
- 1977年（第35回） - ダイアン・キートン（アニー・ホール）、マーシャ・メイソン（グッバイガール）
- 1978年（第36回） - エレン・バースティン（セイム・タイム、ネクスト・イヤー）、マギー・スミス（カリフォルニア・スイート）
- 1979年（第37回） - ベット・ミドラー（ローズ）

### 1980年代
- 1980年（第38回） - シシー・スペイセク（歌え!ロレッタ愛のために）
- 1981年（第39回） - バーナデット・ピーターズ（ペニーズ・フロム・ヘブン）
- 1982年（第40回） - ジュリー・アンドリュース（ビクター/ビクトリア）
- 1983年（第41回） - ジュリー・ウォルターズ（リタと大学教授）
- 1984年（第42回） - キャスリーン・ターナー（ロマンシング・ストーン 秘宝の谷）
- 1985年（第43回） - キャスリーン・ターナー（女と男の名誉）
- 1986年（第44回） - シシー・スペイセク（ロンリー・ハート）
- 1987年（第45回） - シェール（月の輝く夜に）
- 1988年（第46回） - メラニー・グリフィス（ワーキング・ガール）
- 1989年（第47回） - ジェシカ・タンディ（ドライビング Miss デイジー）

### 1990年代
- 1990年（第48回） - ジュリア・ロバーツ（プリティ・ウーマン）
- 1991年（第49回） - ベット・ミドラー（フォー・ザ・ボーイズ）
- 1992年（第50回） - ミランダ・リチャードソン（魅せられて四月）
- 1993年（第51回） - アンジェラ・バセット（TINA ティナ）
- 1994年（第52回） - ジェイミー・リー・カーティス（トゥルーライズ）
- 1995年（第53回） - ニコール・キッドマン（誘う女）
- 1996年（第54回） - マドンナ（エビータ）
- 1997年（第55回） - ヘレン・ハント（恋愛小説家）
- 1998年（第56回） - グウィネス・パルトロー（恋におちたシェイクスピア）
- 1999年（第57回） - ジャネット・マクティア （Tumbleweeds）

### 2000年代
- 2000年（第58回） - レネー・ゼルウィガー （ベティ・サイズモア）
- 2001年（第59回） - ニコール・キッドマン（ムーラン・ルージュ）
- 2002年（第60回） - レネー・ゼルウィガー（シカゴ）
- 2003年（第61回） - ダイアン・キートン（恋愛適齢期）
- 2004年（第62回） - アネット・ベニング（華麗なる恋の舞台で）
- 2005年（第63回） - リース・ウィザースプーン (ウォーク・ザ・ライン/君につづく道)
- 2006年（第64回） - メリル・ストリープ (プラダを着た悪魔)
- 2007年（第65回） - マリオン・コティヤール（エディット・ピアフ〜愛の讃歌〜）
- 2008年（第66回） - サリー・ホーキンス (ハッピー・ゴー・ラッキー)
- 2009年（第67回） - メリル・ストリープ (ジュリー&ジュリア)

### 2010年代
- 2010年（第68回） - アネット・ベニング（キッズ・オールライト）
- 2011年（第69回） - ミシェル・ウィリアムズ（マリリン 7日間の恋）
- 2012年（第70回） - ジェニファー・ローレンス（世界にひとつのプレイブック）
- 2013年（第71回） - エイミー・アダムス（アメリカン・ハッスル）
- 2014年（第72回） - エイミー・アダムス（ビッグ・アイズ）
- 2015年（第73回） - ジェニファー・ローレンス (ジョイ)
- 2016年（第74回） - エマ・ストーン (ラ・ラ・ランド)
- 2017年（第75回） - シアーシャ・ローナン (レディ・バード)
- 2018年（第76回） - オリヴィア・コールマン（女王陛下のお気に入り）
- 2019年（第77回） - オークワフィナ（フェアウェル）

### 2020年代
- 2020年（第78回） - ロザムンド・パイク（パーフェクト・ケア）
- 2021年（第79回） - レイチェル・ゼグラー（ウエスト・サイド・ストーリー）
- 2022年（第80回） - ミシェル・ヨー（エブリシング・エブリウェア・オール・アット・ワンス）[1]
- 2023年（第81回） - エマ・ストーン（哀れなるものたち）[2]
- 2024年（第82回） - デミ・ムーア（サブスタンス）